# テーラードブランク

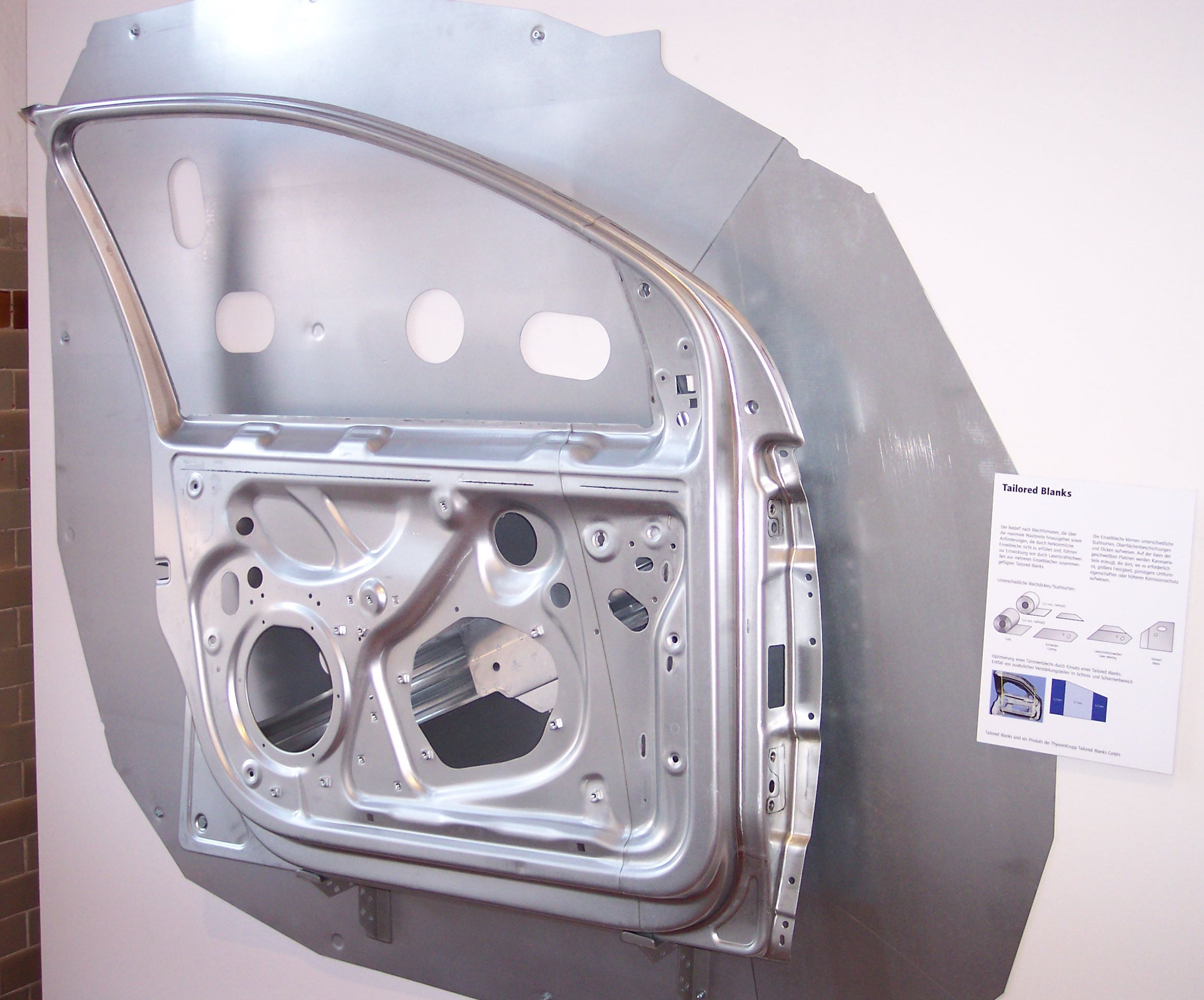
軽量ドアインナーパネルの裏のテーラーウェルドブランク

テーラードブランク（英: Tailored blank）は、半仕上げ部品であり、通常、異なる合金、厚さ、コーティング、材料特性を持つシートから作られる。これらの材料は接合後、深絞り加工やプレス加工が施される。意味としては「仕立てられた（テーラード）被加工材（ブランク）」である。
テーラードブランクは、ティッセンクルップ社が、当時の圧延機で作られたものよりも幅の広いシートを作るために開発した。近年では、テーラードブランクは、さまざまな荷重や腐食に耐えられるように、ヒンジ付近は厚く、ロック付近は薄くしたドアパネルや、トレーリングアームとクロスビームの板厚を変えたトーションビームといった部品を作るために使われている。テーラードブランクは、従来の板材に比べて軽量であり、しばしば安価である。テーラードブランクは一般的に鋼鉄製である。アルミニウムや異種材料のテーラードブランクもあるが、一般的ではない。

## 種類
テーラーウェルデッドブランク（Tailor Welded Blanks、TWB）
異なる鋼板を突き合わせて溶接したものである。通常、レーザー溶接、電子ビーム溶接、摩擦攪拌接合などで行われる。
テーラードストリップ（Tailored Strips）
連続的に溶接された帯鋼（ストリップ）。
テーラードコイル（Tailored Coils）
連続的に溶接されたコイル材。
テーラーロールドブランク（Tailor Rolled Blanks、TRB）
厚さが連続的に変化する鋼板。冷間圧延機で作られる。
パッチワークブランク（Patchwork Blanks）
レーザー溶接や接着剤を用いて、ラップ状に小さな鋼板（パッチ）を貼り付けて局所的に補強した鋼板。
テーラード・チューブ（Tailored Tubes、TT）
バルジ成形などで使用される、厚さや強度にばらつきのある管状の部品。
テーラードオービタル（Tailored Orbitals、TO）
ドーナツ型の管の両端を溶接したもので、自動車や工業用途に使用される。
テーラーヒートトリーテッドブランク（Tailor Heat Treated Blanks）
局所的に異なる材料特性を示す鋼板。局所的な熱処理は、例えば析出硬化を示すアルミニウム合金の特性を変えるために使用される。この技術により、その後の深絞り加工や最終的な産業用途に合わせて、材料特性を最適化することができる。